# Eddy Van de Ven
Eddy Van de Ven, né le 22 octobre 1951, est un entraîneur de football belge, actif depuis le 22 janvier 2012 au FC Malines, où il s'occupe du recrutement pour les équipes de jeunes. Il a effectué la majeure partie de sa carrière dans des clubs de Division 3 et de Promotion. Titulaire de la « Pro Licence » indispensable pour pouvoir entraîner un club de première division belge, il est appelé comme adjoint à trois reprises, dans trois clubs différents, dont il est « officiellement » l'entraîneur, le temps que l'entraîneur principal obtienne également ce diplôme.

## Carrière
La carrière d'Eddy Van de Ven dans les divisions nationales belges débute en 1992, lorsqu'il prend en mains le Lyra, tout juste relégué en Promotion. Il reste un an au club puis retourne entraîner en provinciales. En 1995, il revient en Promotion aux commandes du KV Hemiksem, qu'il dirige durant trois saisons, le club finissant chaque fois dans la première moitié du classement. En 1998, il rejoint le Willebroekse SV, mais l'aventure ne dure qu'un an. Il s'engage alors au Hoogstraten VV, club de troisième division. Il est licencié en début d'année 2001 à la suite des mauvais résultats enregistrés par le club. Il retourne au Lyra quelques mois plus tard, où il assure un interim de quelques matches. Toujours en 2001, il passe son diplôme d'entraîneur professionnel, la « Pro Licence », qui pourrait lui permettre d'entraîner une équipe de  Division 1.
En 2002, Eddy Van de Ven revient à Hoogstraten, relégué en Promotion la saison précédente. Il passe deux années au club, sans parvenir à remonter en Division 3. Il est appelé en 2005 comme entraîneur-adjoint de Marc Brys au Germinal Beerschot. Ce dernier ne possédant pas la Pro Licence, il ne peut être l'entraîneur officiel de l'équipe anversoise, et ce rôle est dévolu à Eddy Van de Ven, jusqu'à ce que Marc Brys obtienne son diplôme et soit nommé officiellement entraîneur. Un an plus tard, il est engagé par Saint-Trond, pour jouer le même rôle d'adjoint de Thomas Caers et entraîneur officiel durant quelques mois.
Eddy Van de Ven dirige ensuite le Rapid Leest, un club évoluant dans les séries provinciales anversoises, durant un an. Il est ensuite nommé adjoint de Glen De Boeck au Cercle de Bruges en 2007, toujours pour le suppléer comme entraîneur officiel grâce à sa Pro Licence. En 2008, il est nommé entraîneur principal du KSV Temse, en Promotion. Il mène l'équipe au titre en une saison, et l'accompagne en Division 3. Il reste en poste jusqu'en novembre 2011, quand il est licencié à cause du mauvais classement du club, alors en position de relégable.
Eddy Van de Ven est engagé le 22 janvier 2012 comme recruteur pour les équipes de jeunes du FC Malines. Il partage son temps entre cette fonction et son poste de professeur d'éducation physique au Scheppersinstituut de Malines.

## Palmarès
- 1 fois champion de Promotion en 2009 avec le KSV Temse.

### Sources et liens externes
- (nl) « Fiche de l'entraîneur », sur Belgian Soccer Database